# سانگ‌یانگ دابلیزد
سنگ‌یانگ دابلیزد (SsangYong Wz) خودرویی است که در سال‌های ۲۰۰۷تولید شده‌است.
این خودرو در کلاس خودرو GT قرار گرفته و طراحی آن خودرو چهار چرخ محرک بوده است. سیستم جعبه‌دندهٔ آن ۷ دنده به صورت خودکار است.